# Visie Macau
Visie Macau is een politieke partij in de Speciale Bestuurlijke Regio Macau. Macau is een staat waarin politieke partijen geen rol spelen. Desondanks zijn er veel burgerinitiatieven, waardoor er toch verkiezingen zijn. De partij deed in 2005 mee aan de Assembleia Legislativa de Macau en behaalde 1,6% van de stemmen, onvoldoende voor het behalen van een van de twaalf zetels.